# Маланже
Мала́нже (порт. Malanje) — провинция в Анголе. Площадь 97 602 км², население 968 135 человек (2014 год). Административный центр — город Маланже.

## География
На северо-западе граничит с провинцией Уиже, на западе — с Северной Кванзой, на юго-западе — Южной Кванзой, на юге — с Бие, на востоке — с Северной Лундой, на юго-востоке — с Южной Лундой, на северо-востоке с Демократической Республикой Конго.

## Административное деление
Муниципалитеты (порт. município) провинции:
- Какусо (Cacuso)
- Каландула (Kalandula)
- Камбунди-Катембо (Cambundi-Catembo)
- Кангандала (Cangandala)
- Каомбо (Caombo)
- Кирима (Quirima)
- Киуаба-Нзожи (Kiuaba Nzoji)
- Кунда-Диа-Базе (Cunda-Dia-Baze)
- Кела (Quela)
- Лукембо (Luquembo)
- Маланже (Malanje)
- Маримба (Marimba)
- Масанго (Massango)
- Мукари (Mucari)

## Галерея

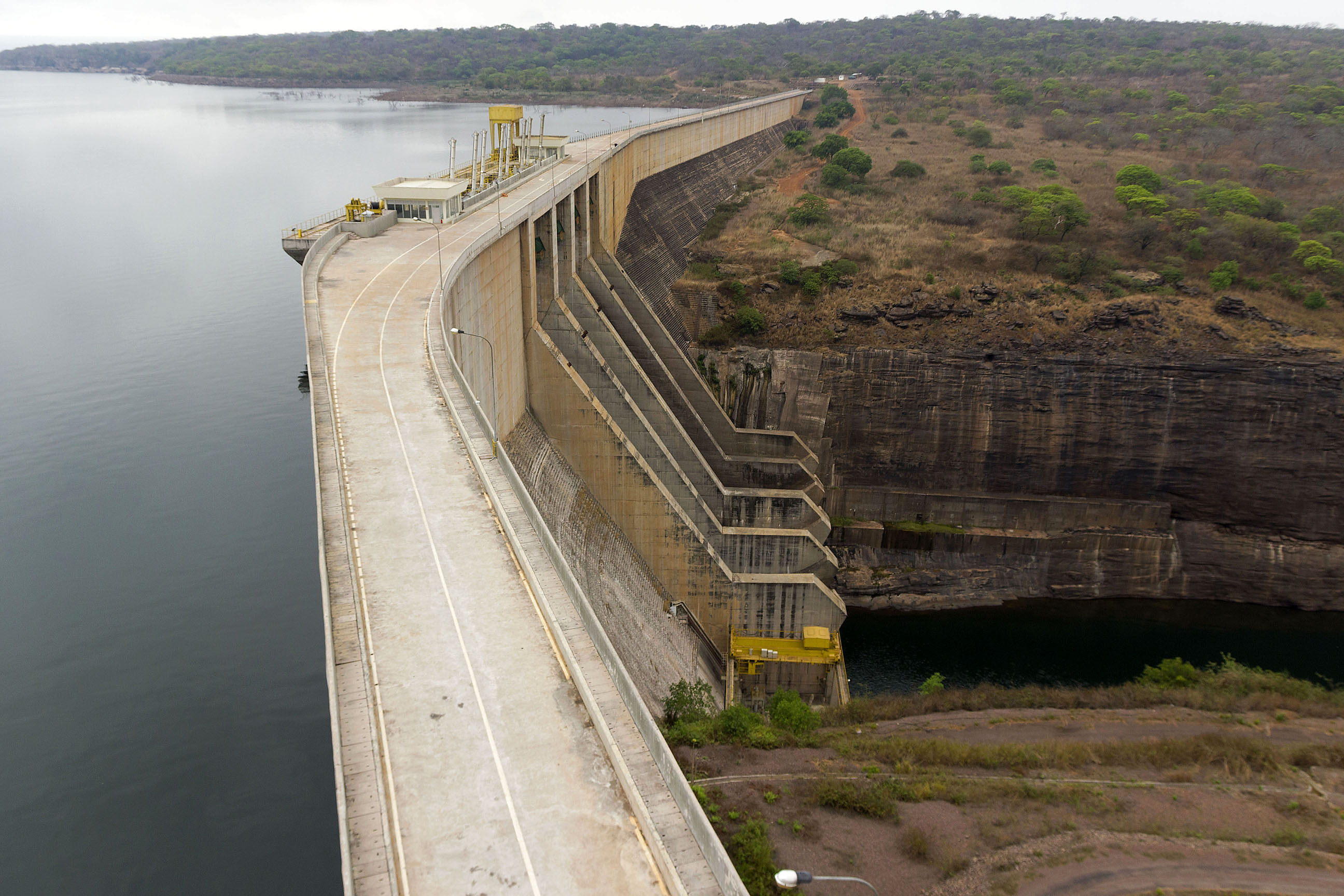
ГЭС Капанда. Вид на гребень плотины
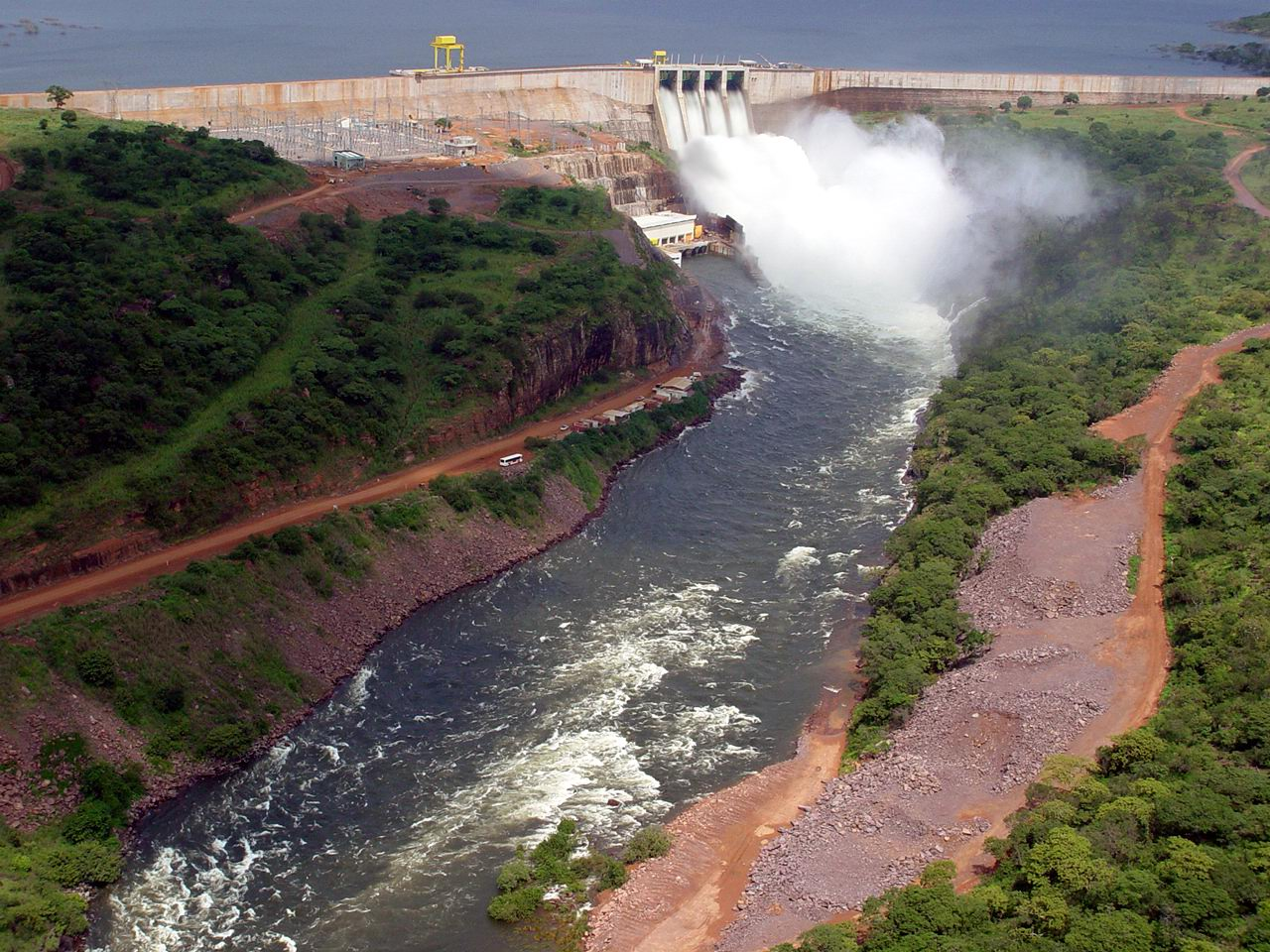
ГЭС Капанда
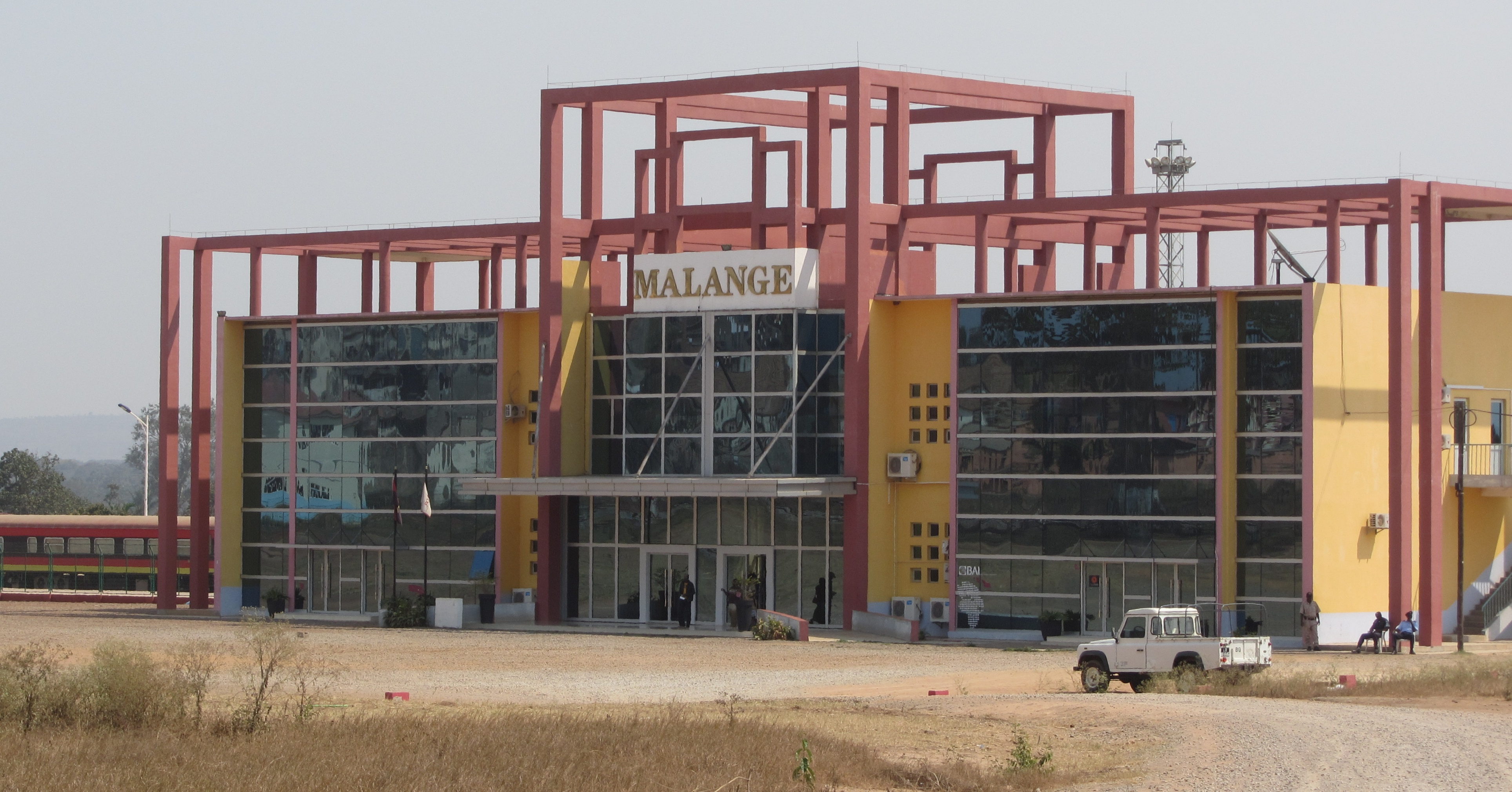
Новый вокзал станции Маланже
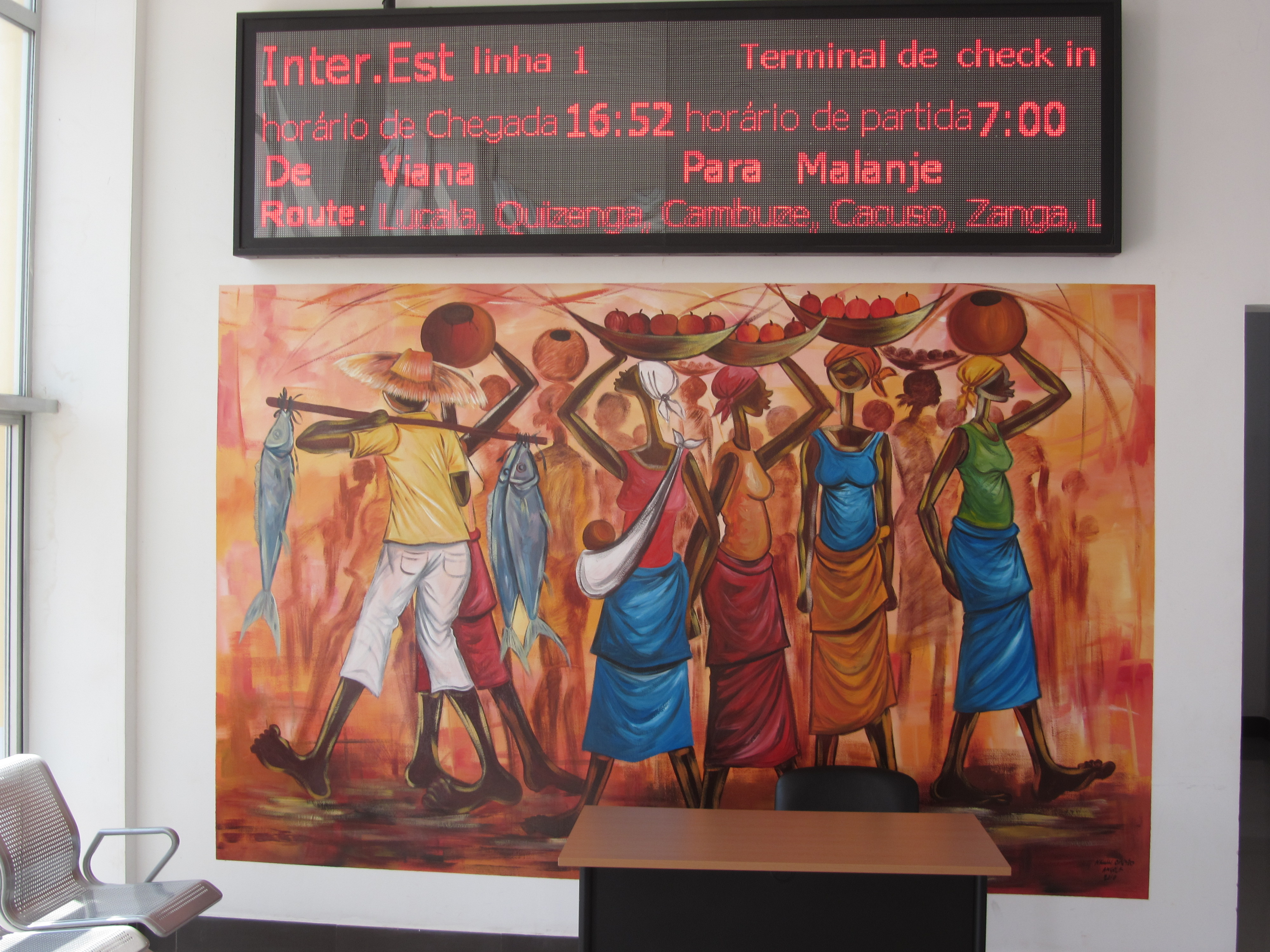
В здании железнодорожного вокзала
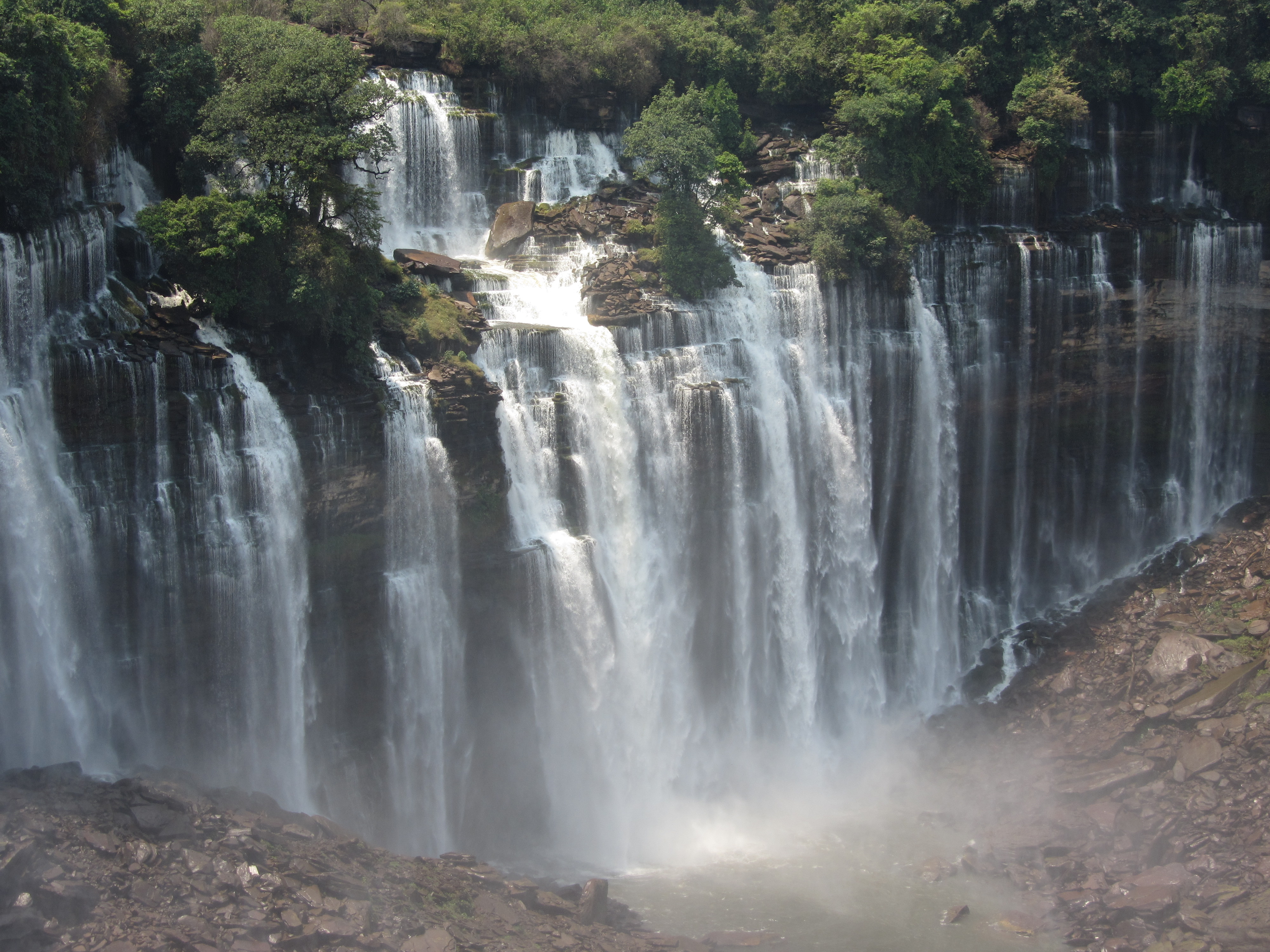
Водопад Каландула